# Nesrin Akgün
Nesrin Akgün, född 31 december 2004 i Falkenberg, är en svensk fotbollsspelare.

## Biografi
Nesrin Akgün representerar sedan 2022 Växjö DFF samt det svenska landslaget där hon har spelat på olika ungdomsnivåer.